# Civitavecchia
Civitavecchia este un oraș în Italia.Se situează pe litoraul mării Tireniene, face parte din regiunea italiană Lazio și are 51.969 locuitori. Portul sau constituie un punct important pentru pasageri, având legături cu Sicilia, Sardegna, Corsica, Barcelona, Tunisia, Toulon, Malta. Pentru numărul de nave de croazieră și turiști este al doilea port in Europa în funcție de tranzit.

## Geografie
Civitavecchia a luat naștere în era etruscă între râurile Mignone (nord) și Marangone (sud) pe litoralul Mării Tireniene. Deși nu dispune de o varietate de forme de relief putem spune că periferia este situată la o altitudine mai mare față de restul cartierelor. De altfel mai putem întâlni mici depresiuni și mici canioane mai ales în zona Civitavecchia  - Tolfa.
Coasta prezintă numeroase golfuri mici numite cellae cu fundal pietros și plaje cu nisip doar în nord.Coordinates: 42°06′N 11°48′E / 42.100°N 11.800°E

## Istorie
Orașul a fost întemeiat în mod sigur de civilizația etruscă și este prezentă în documente romane ce datează din 103 d.H.

## Demografie
Civitavecchia - evoluția demografică

|  | Graficele sunt indisponibile din cauza unor probleme tehnice. Mai multe informații se găsesc la Phabricator și la wiki-ul MediaWiki. |

Date: Recensăminte sau birourile de statistică - grafică realizată de Wikipedia